# 剛果民主共和國華人
剛果民主共和國華人，主要生活在首都金夏沙和礦產豐富的上加丹加省，根據中國大使館的官方數據，剛果民主共和國有5,000名中國人，儘管實際數據被認為要高得多。最近的估計從5,000人到50,000人不等。剛果民主共和國的礦業是中國人來到剛果民主共和國的主要原因。

## 商業
商業聯繫使中國人移民到了剛果民主共和國(包括個人企業和國有企業)。
第一波移民是開設商店，飯店和私人診所。在金夏沙的華人經營的商店通常散佈在各個社區中，並不只集中在唐人街。商店提供各種家庭用品並兌換貨幣，店主賺取一筆微薄的利潤，比中國同樣的鄰里商店所獲得的利潤要高。
一些小規模的企業家正在採礦。在加丹加省，75家礦產加工廠中有60家歸華人企業家所有。華人雇主因使用童工和缺乏健康與安全標準而受到批評。中國國企與剛果民主共和國政府已簽署了重要協議。2012年，中國投資者和中國進出口銀行提出建設價值60億美元的基礎設施，作為由礦產權抵押擔保的貸款的一部分。這些國企將中國僱員帶到了剛果民主共和國。

## 反華暴力
剛果暴民至少兩次襲擊了中國企業。 2010年12月，當地足球隊tPMazembe輸給了國際米蘭。盧本巴希的暴民對一名誤以為是華人的日本裁判感到憤怒，這激起了對該市華人企業的攻擊。
在2015年1月針對約瑟夫·卡比拉政府的抗議活動中，位於金夏沙Ngaba和Kalamu社區的中國企業遭到了破壞。法新社關於襲擊事件的一篇文章報導，暴力動機既是當地企業對與中國自營商店的低價競爭感到困難的怨恨，也有對投資交易達成的政府的不滿。